# Egon Loy
Egon Loy (Nürnberg, 1931. május 14. –) német labdarúgó, kapus.

## Pályafutása
1954-ig a TSV 04 Schwabach labdarúgója volt. 1954 és 1967 között az Eintracht Frankfurt csapatában védett. Tagja volt az 1959–60-as idényben BEK-döntős együttesnek. 1967 és 1969 között a Rot-Weiß Walldorf játékosa volt.

## Sikerei, díjai
Eintracht Frankfurt
- Nyugatnémet bajnokság
  - bajnok: 1959
- Oberliga Süd
  - bajnok: 1958–59
  - 2. (2): 1960–61, 1961–62
- Nyugatnémet kupa (DFB Pokal)
  - döntős: 1964
- Bajnokcsapatok Európa-kupája (BEK)
  - döntős: 1959–60